# Yazd
Yazd (persa: یزد), a veces transliterada como Yezd, es una de las ciudades más antiguas y de mayor importancia histórica de Irán.  Es capital de la provincia de Yazd, con una población de 1 138 000 habitantes (2016), pero en 2020, se estima en 1 200 000.

## Historia
La historia de Yazd se remonta 3.000 años, a los tiempos del imperio medo, cuando era conocida por Ysatis (o Issatis). El nombre actual de la ciudad pudo haber derivado de Yazdgard I, rey sasánida. La ciudad fue un centro zoroastriano durante la época sasánida. Tras la conquista árabe de Persia, mucho zoroastrianos emigraron de las provincias vecinas a Yazd. La ciudad se mantuvo zoroastriana aun tras la conquista árabe pagando tributo, aunque gradualmente el islam se fue imponiendo.
Debido a su ubicación apartada y su difícil acceso, la ciudad se mantuvo inmune a muchas batallas y a la destrucción y saqueos de guerra. Llegó a ser un refugio para aquellos que huían de otras partes de Persia durante la invasión mongol de Gengis Kan. En 1272 fue visitada  por Marco Polo quien comentó  sobre la industria textil de la seda.  Sirvió brevemente como capital de la dinastía muzafarida hacia el siglo XIV, y fue sitiada infructuosamente por los inyuidas dirigidos por Shaikh Abu Ishaq en 1350-1351.
En este lugar y en sus alrededores se pueden encontrar edificios de la época zoroastriana, en especial las llamadas "Torres del Silencio", en las cuales practicaban sus ritos fúnebres.
Durante la época de Pahlavi I, un gran grupo de kurdos de la tribu Gulbaghi se trasladó desde el norte de la provincia de Kurdistán a la ciudad de Yazd y las ciudades de Isfahán, Kashan y Nayin, y hoy en día, los kurdos son elementos más asimilados en la población de estas ciudades.

## Geografía
Yazd se localiza a latitud 31.92° Norte y longitud 54.37° Este. Se ubica al sur de la planicie central iraní, sobre un oasis donde los desiertos de Dasht-e Kavir y Dasht-e Lut se juntan, razón por la cual a veces es llamada "la novia del Kavir". La ciudad se sitúa sobre un valle ubicado entre el monte Shir Kuh, de 4.075 m sobre el nivel medio del mar, y Kharaneq. La ciudad se localiza a 1.203 m sobre el nivel medio del mar, y cubre un área de 131 km².
El clima es generalmente muy seco, de fríos inviernos y veranos calurosos. La temperatura fluctúa considerablemente a lo largo del día, especialmente del verano al invierno. Se han registrado temperaturas de hasta 40 °C en verano y -20 °C en invierno.
| Parámetros climáticos promedio de Yazd          | Parámetros climáticos promedio de Yazd | Parámetros climáticos promedio de Yazd | Parámetros climáticos promedio de Yazd | Parámetros climáticos promedio de Yazd | Parámetros climáticos promedio de Yazd | Parámetros climáticos promedio de Yazd | Parámetros climáticos promedio de Yazd | Parámetros climáticos promedio de Yazd | Parámetros climáticos promedio de Yazd | Parámetros climáticos promedio de Yazd | Parámetros climáticos promedio de Yazd | Parámetros climáticos promedio de Yazd | Parámetros climáticos promedio de Yazd |
| Mes                                             | Ene.                                   | Feb.                                   | Mar.                                   | Abr.                                   | May.                                   | Jun.                                   | Jul.                                   | Ago.                                   | Sep.                                   | Oct.                                   | Nov.                                   | Dic.                                   | Anual                                  |
| ----------------------------------------------- | -------------------------------------- | -------------------------------------- | -------------------------------------- | -------------------------------------- | -------------------------------------- | -------------------------------------- | -------------------------------------- | -------------------------------------- | -------------------------------------- | -------------------------------------- | -------------------------------------- | -------------------------------------- | -------------------------------------- |
| Temp. máx. abs. (°C)                            | 27.0                                   | 28.0                                   | 32.0                                   | 37.0                                   | 41.0                                   | 44.0                                   | 45.0                                   | 45.6                                   | 42.0                                   | 36.0                                   | 30.0                                   | 27.4                                   | 45.6                                   |
| Temp. máx. media (°C)                           | 12.2                                   | 14.8                                   | 19.5                                   | 21.9                                   | 33.4                                   | 36.3                                   | 39.5                                   | 36.1                                   | 35.3                                   | 26.5                                   | 19.3                                   | 17.0                                   | 26.0                                   |
| Temp. media (°C)                                | 5.1                                    | 8.0                                    | 13.5                                   | 19.5                                   | 25.4                                   | 30.8                                   | 32.4                                   | 30.4                                   | 26.1                                   | 19.5                                   | 12.1                                   | 6.8                                    | 19.1                                   |
| Temp. mín. media (°C)                           | −0.8                                   | 0.1                                    | 5.3                                    | 9.5                                    | 17.7                                   | 20.0                                   | 23.3                                   | 19.9                                   | 18.7                                   | 8.6                                    | 2.3                                    | −0.7                                   | 10.3                                   |
| Temp. mín. abs. (°C)                            | −14.0                                  | −10.0                                  | −7.0                                   | 0.0                                    | 5.6                                    | 11.0                                   | 16.0                                   | 12.0                                   | 2.0                                    | −3.0                                   | −10.0                                  | −16.0                                  | -16.0                                  |
| Precipitación total (mm)                        | 7.0                                    | 0.8                                    | 11.0                                   | 21.9                                   | 0.6                                    | 2.0                                    | 0.0                                    | 0.0                                    | 3.0                                    | 0.0                                    | 2.0                                    | 0.0                                    | 48.3                                   |
| Días de precipitaciones (≥ 1 mm)                | 1                                      | 3                                      | 2                                      | 11                                     | 1                                      | 1                                      | 1                                      | 0                                      | 1                                      | 0                                      | 2                                      | 0                                      | 23                                     |
| Horas de sol                                    | 181.6                                  | 203.0                                  | 207.5                                  | 230.9                                  | 293.9                                  | 334.1                                  | 340.7                                  | 335.0                                  | 313.1                                  | 278.1                                  | 217.8                                  | 193.4                                  | 3129.1                                 |
| Humedad relativa (%)                            | 53                                     | 46                                     | 37                                     | 33                                     | 25                                     | 18                                     | 17                                     | 18                                     | 19                                     | 27                                     | 38                                     | 47                                     | 31.5                                   |
| Fuente n.º 1: World Meteorological Organisation |                                        |                                        |                                        |                                        |                                        |                                        |                                        |                                        |                                        |                                        |                                        |                                        |                                        |
| Fuente n.º 2: NOAA (1961–1990)                  |                                        |                                        |                                        |                                        |                                        |                                        |                                        |                                        |                                        |                                        |                                        |                                        |                                        |

## Galería de imágenes

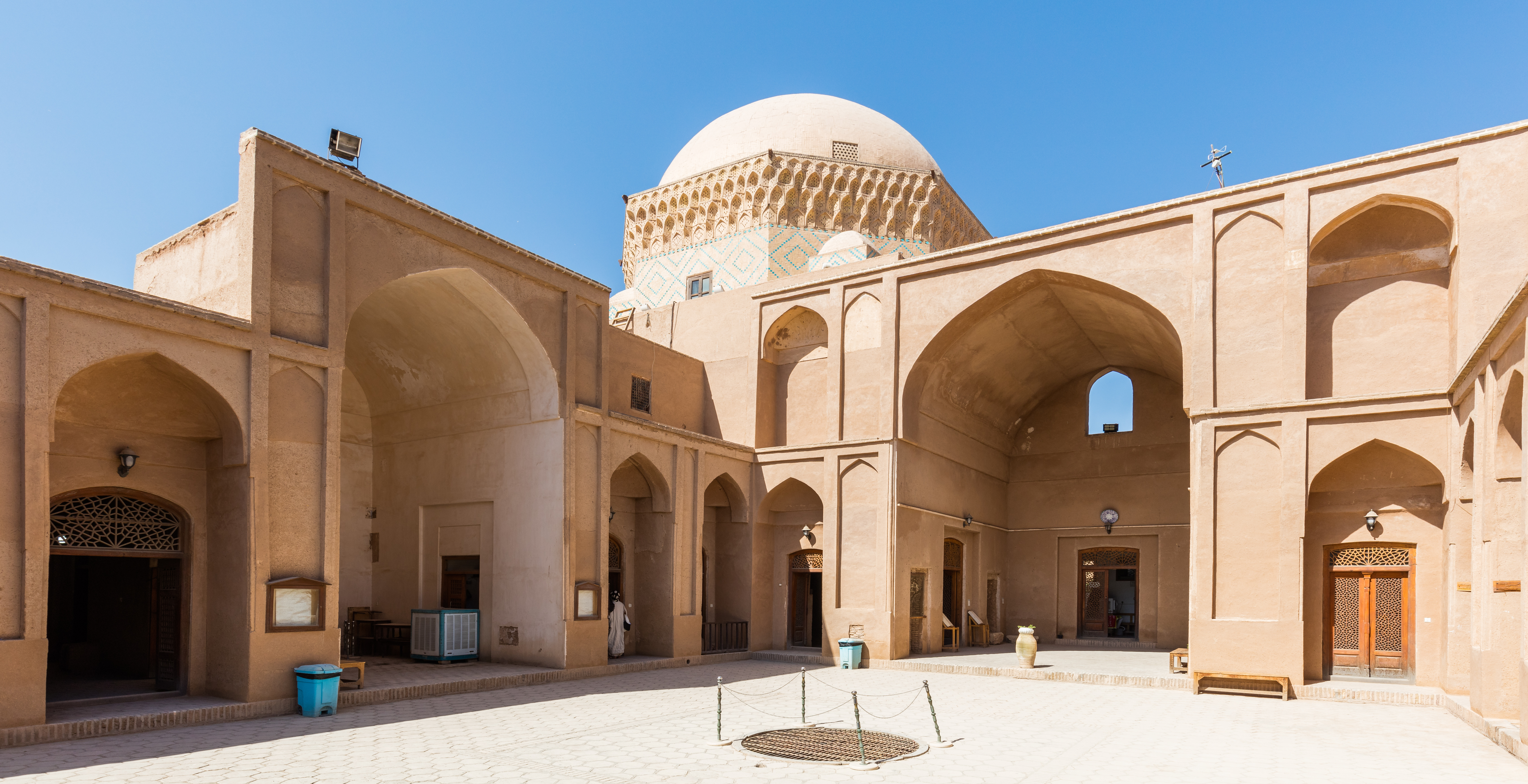
Casa Lari.
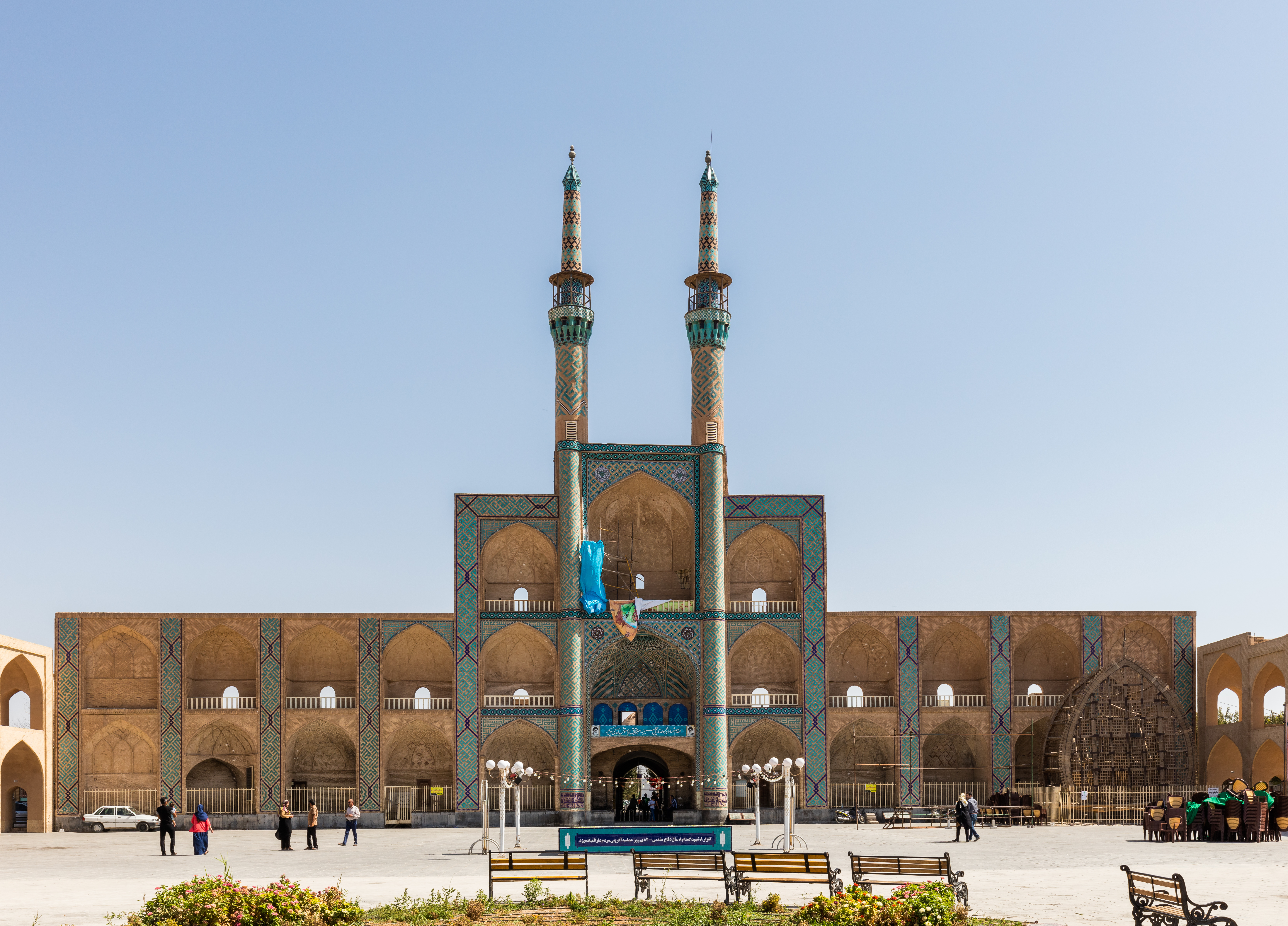
Detalle del complejo.
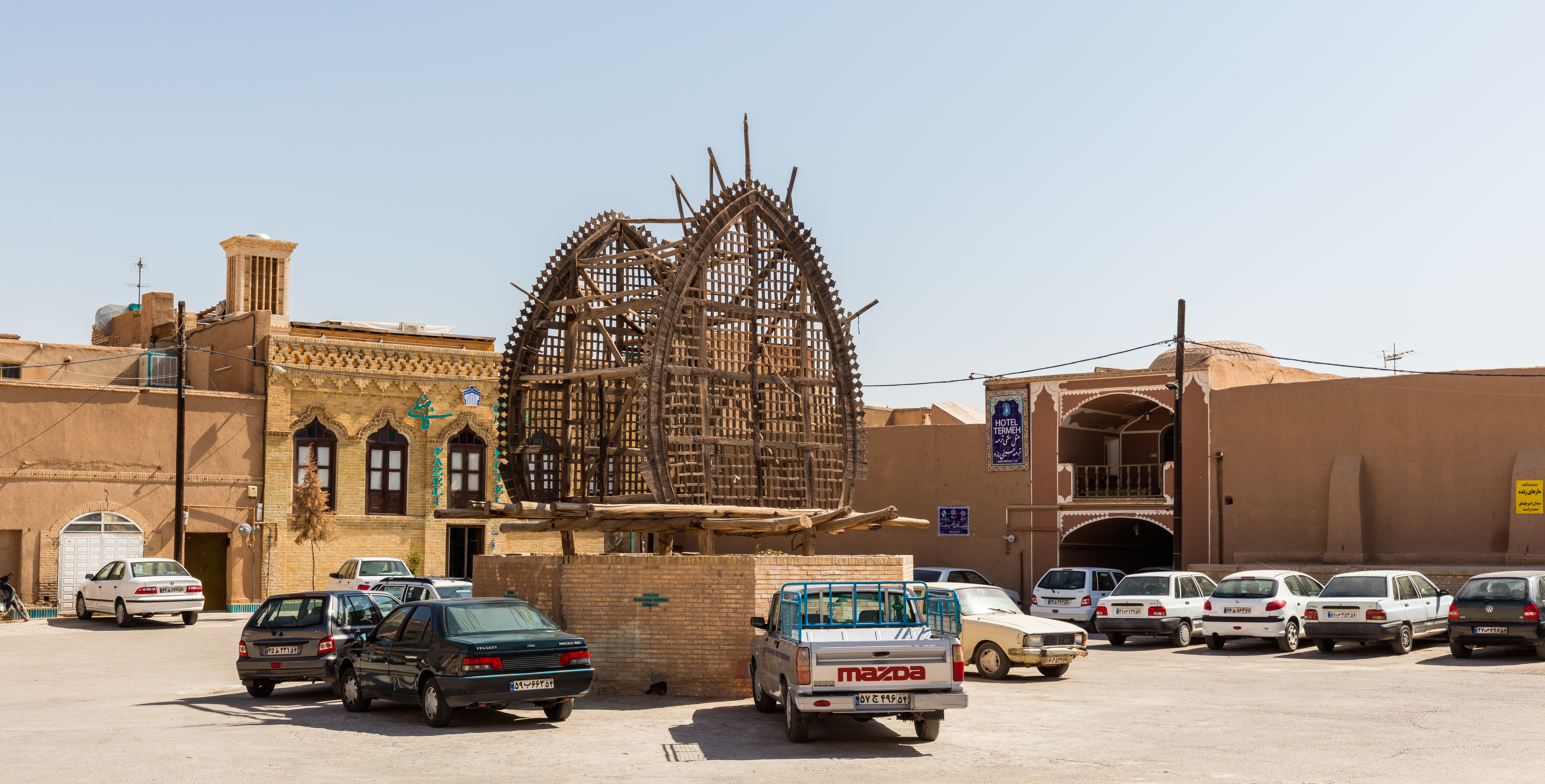
Nakhl utilizado en ceremonias religiosas.
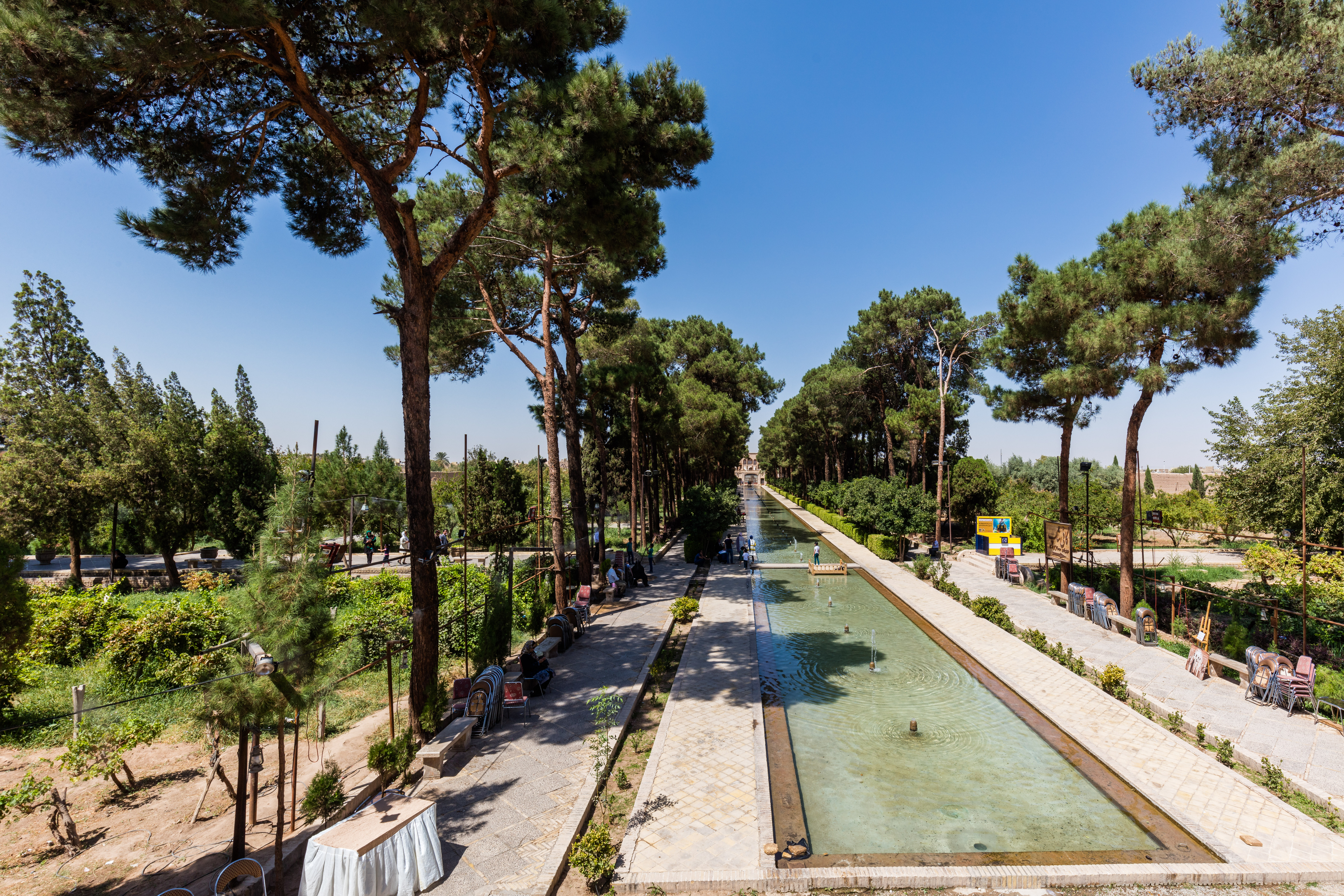
Jardín de Dolat-Abad.
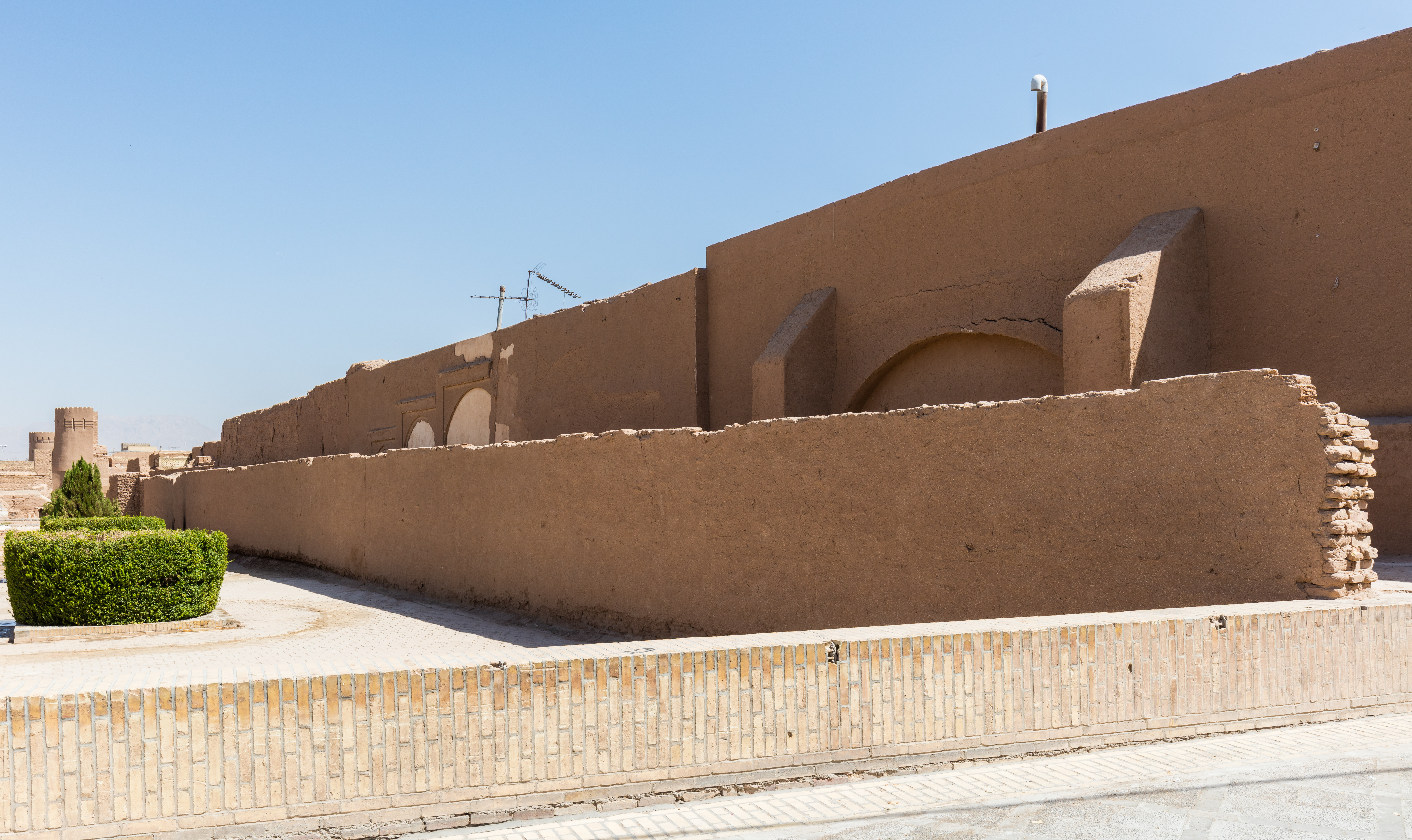
Muralla en Yazd.
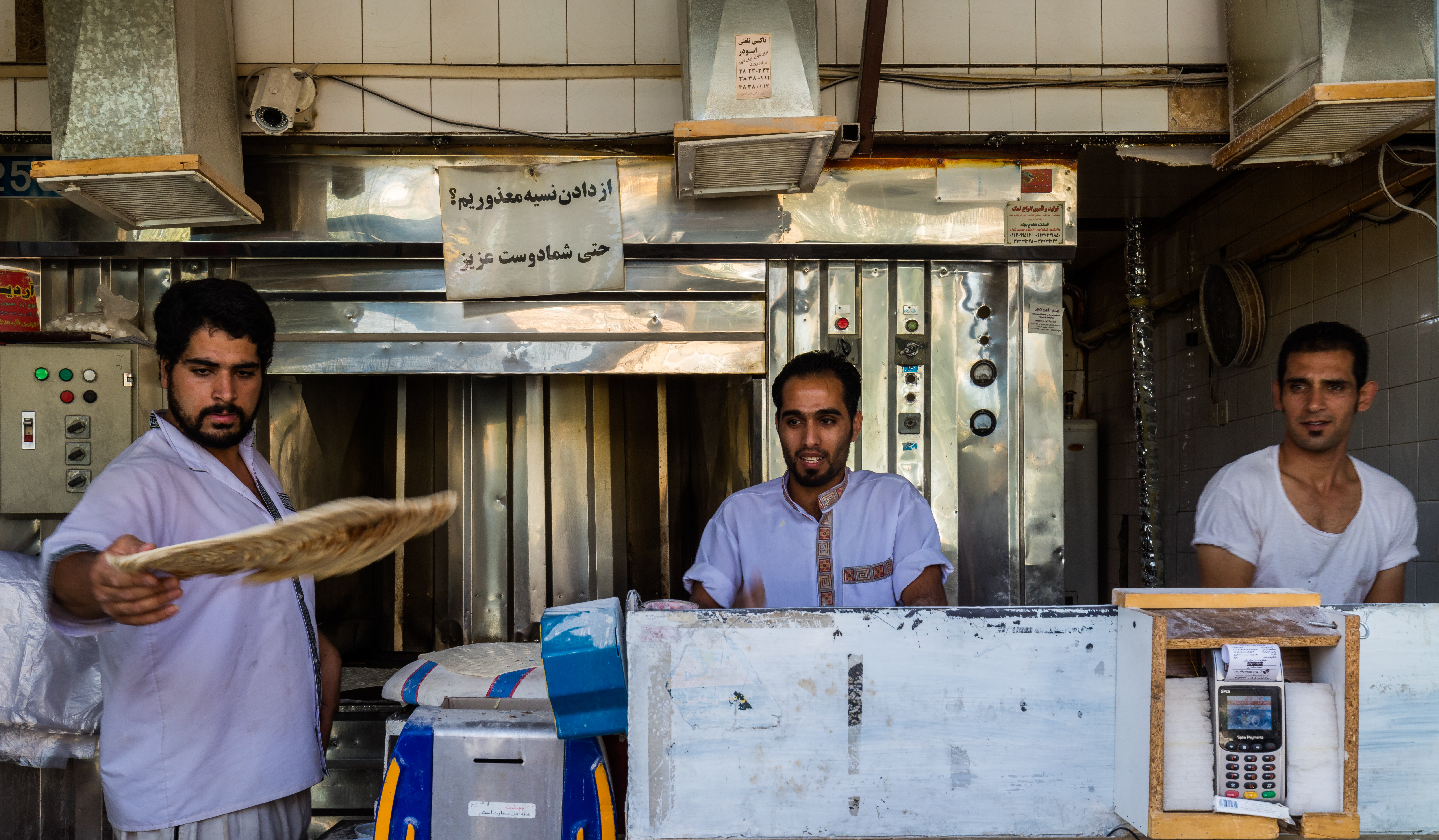
Panadería de la ciudad.
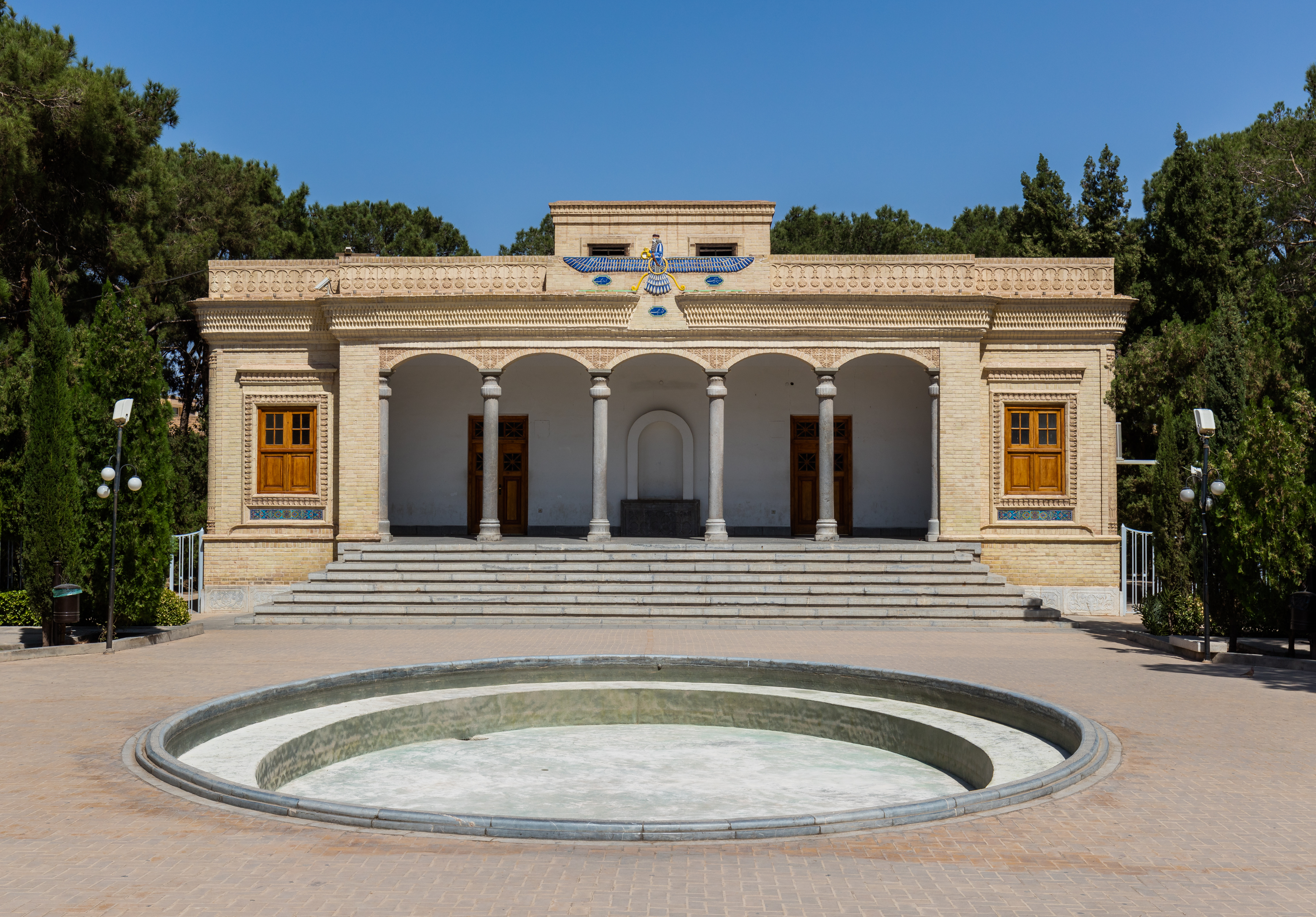
Templo zoroastrista en Yazd.
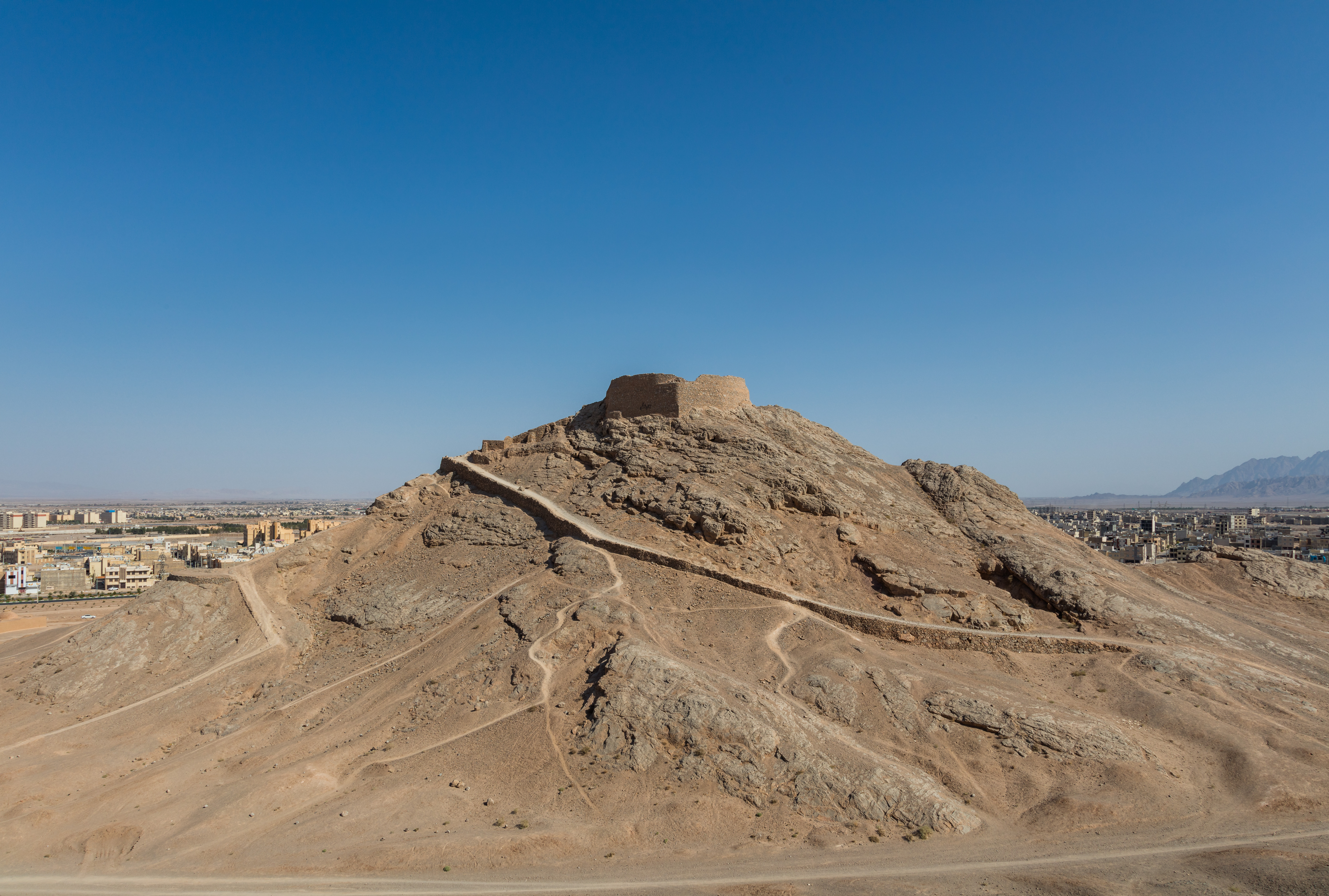
Torre del silencio de Yazd.
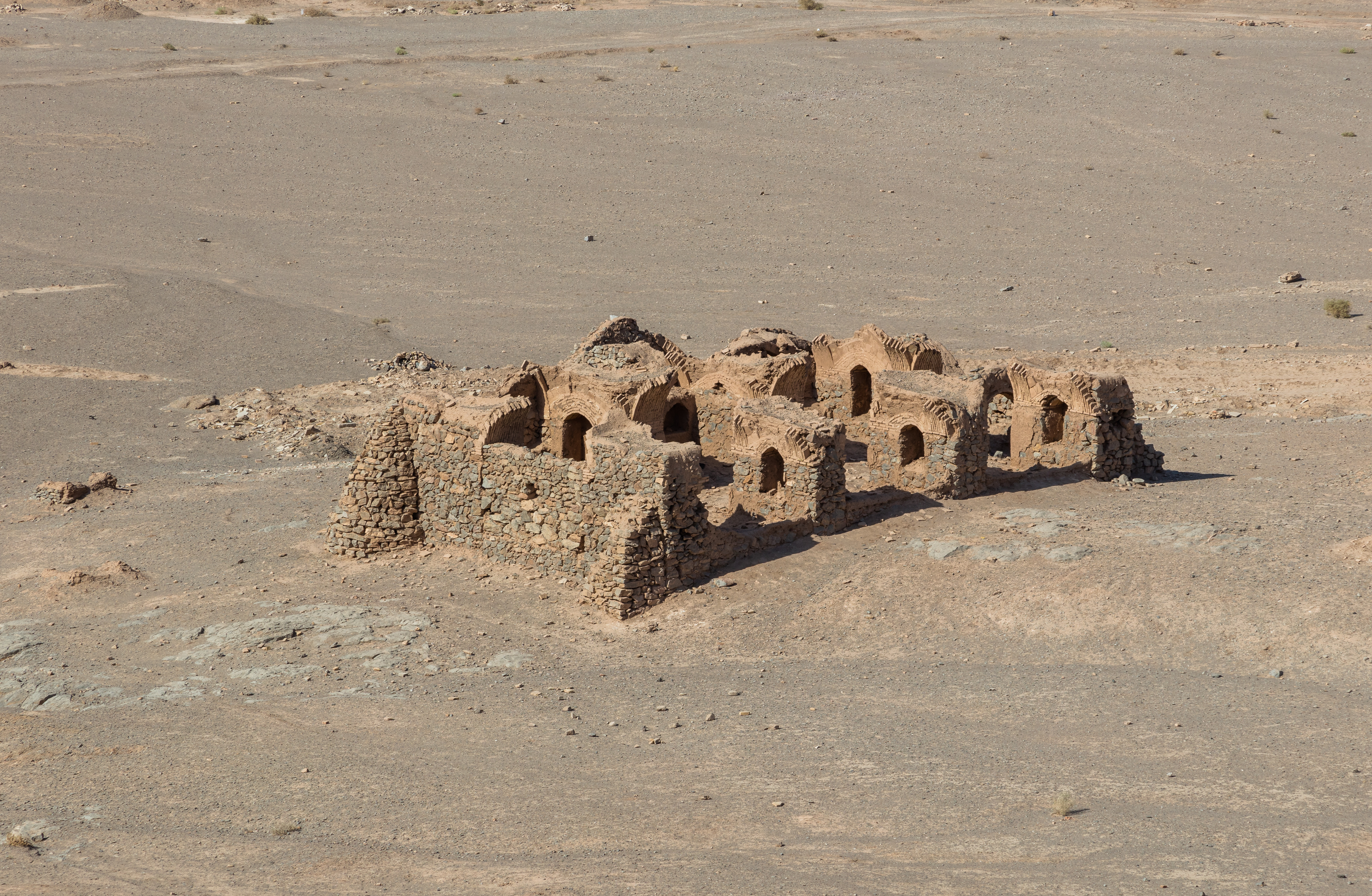
Antiguo asentamiento junto a la torre del silencio.